# MOST (iniciativa)
MOST byla česká iniciativa založená na jaře 1989 za účelem zprostředkování dialogu mezi vládnoucí Komunistickou stranou Československa a disentem. Byla založena textařem a antropologem Michalem Horáčkem a hudebním skladatelem Michaelem Kocábem.

## Historie

### Před sametovou revolucí

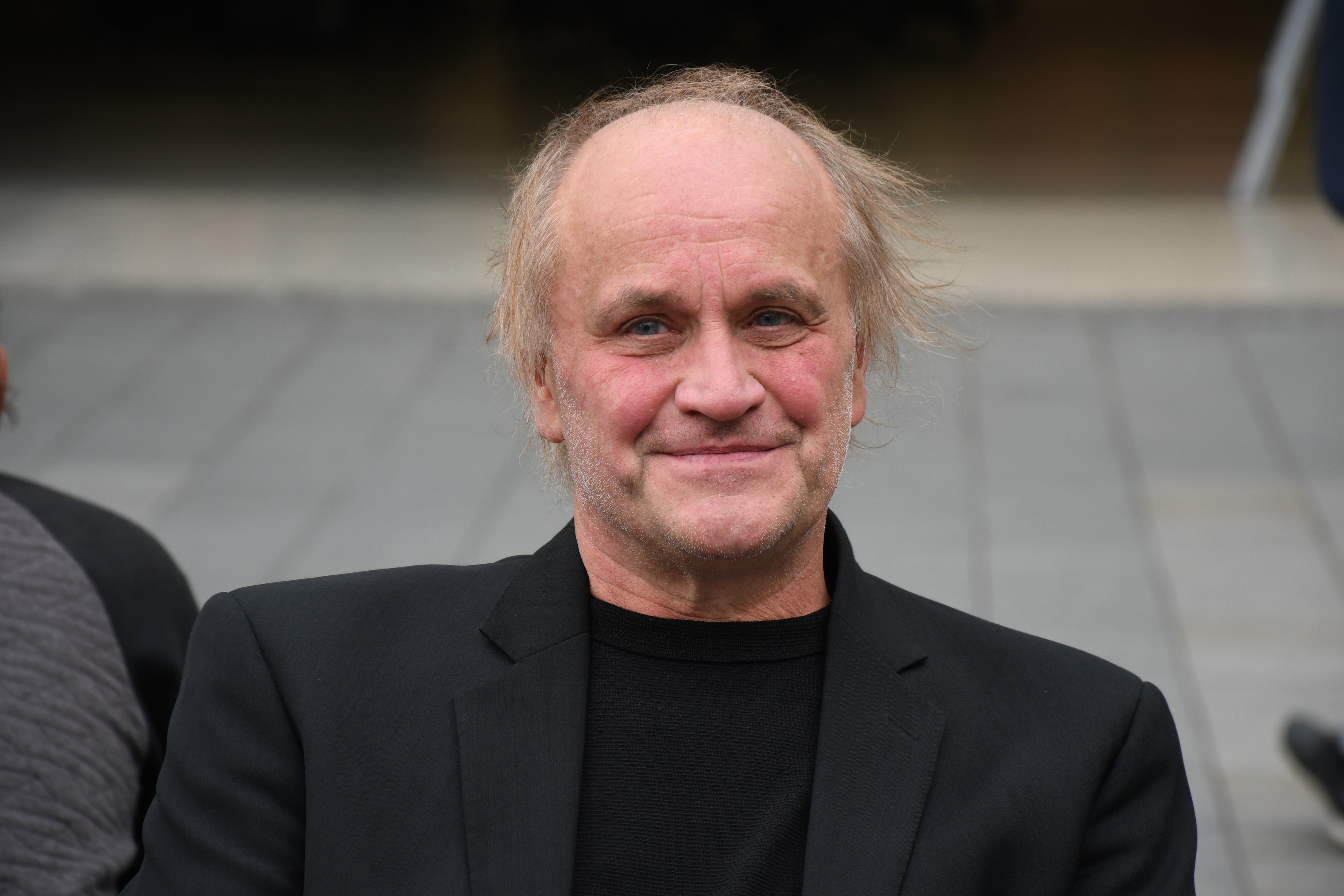
Michael Kocáb, jeden ze zakladatelů iniciativy (2018)

Iniciativa vznikla na jaře 1989. Do širšího povědomí se však Horáček s Kocábem dostali až v červnu 1989 na hudebním festivalu Děčínská kotva. Tam Michael Kocáb v přímém televizním přenosu vystoupil s pobuřujícím projevem.
| „                                           | ...každý národ má takovou vládu, jakou si zaslouží a že bychom se měli zasadit o ekonomickou, kulturní a duchovní obnovu a hlavně o navrácení ztracených občanských práv a svobod... | “ |
| — Michael Kocáb na festivalu Děčínská kotva | |   |

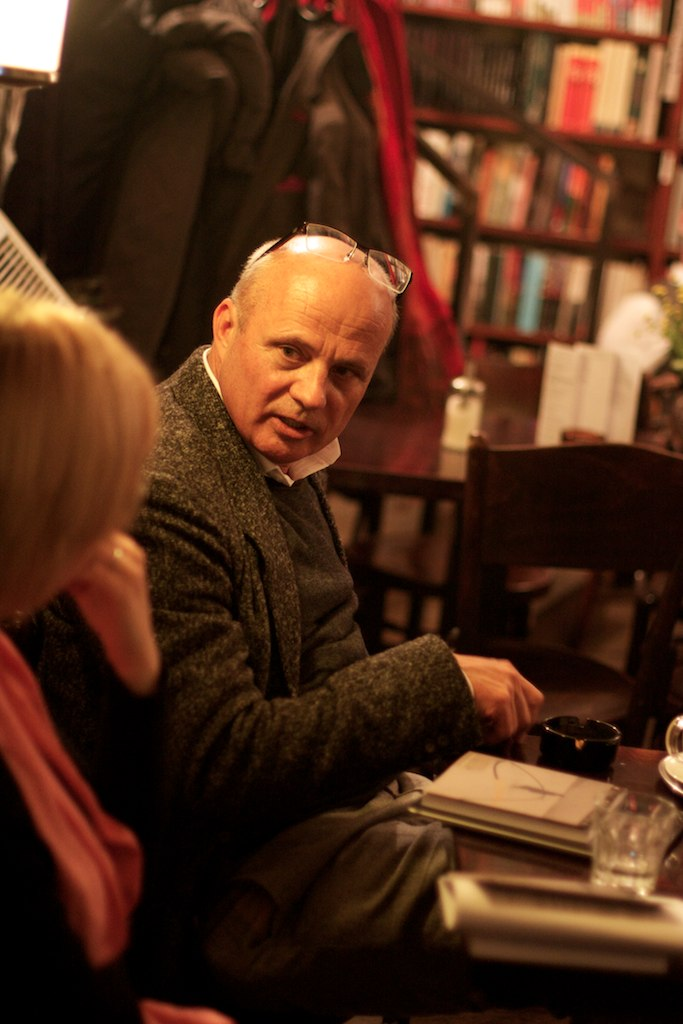
Michal Horáček, jeden ze zakladatelů iniciativy (2012)

Zpočátku byli disentem vnímáni s nedůvěrou a despektem. V září 1989 sepsali úvodní prohlášení iniciativy, kde si „vytkli za cíl dosáhnout nové úrovně politické kultury“. 18. září 1989 pak toto prohlášení odeslali premiéru federální vlády Ladislavu Adamcovi. Následující den byl představitel iniciativy Jiří Křižan přijat poradcem předsedy vlády Oskarem Krejčím. Výsledky jednání byly po uplynutí lhůty deseti dní (vyžádanou Krejčím kvůli obavě z diskreditace Adamce v očích ÚV KSČ) odvysílány Rádiem Svobodná Evropa.
Úřad předsednictva federální vlády udržoval kontakt s iniciativou i nadále, například po demonstracích 28. října 1989 byl za zástupci MOSTu vyslán Zdenko Pavelka, redaktor Rudého práva. Ten však odmítl jednat s Michalem Horáčkem, který ve stejné době podepsal petici za propuštění redaktorů Lidových novin Jiřího Rumla a Rudolfa Zemana z vězení.
Začátkem listopadu 1989 iniciativa připravila tři dokumenty pro Ladislava Adamce: proskripční listiny signatářů petice Několik vět, požadavek propuštění redaktorů Lidových novin a text o „Kruhu nezávislé inteligence.“ Premiér údajně projevil ochotu sejít se s představiteli opozice, ale odmítl se sejít přímo s Václavem Havlem.
Poradce premiéra Adamce, Oskar Krejčí, se s Michaelem Kocábem sešel na tajné schůzce v pražské vinárně několik dní před 17. listopadem 1989. Zde se dohodli na technických detailech schůzky předsedy vlády s opozicí. Na jiné schůzce, též těsně před listopadovou demonstrací, se sešli zástupci MOSTu s vedoucím kulturního odboru ÚV KSČ Jaroslavem Čejkou. Ten jim navrhl uveřejnění prohlášení iniciativy MOST v časopisu Tvorba, ale vymínil si právo text prohlášení upravit. Po odmítnutí požadavku byla schůzka ukončena.

### Sametová revoluce

#### 19. listopad
Přelom nastal až během sametové revoluce. 19. listopadu 1989 v půl jedné ráno se v bytě Michala Horáčka sešel Michael Kocáb, Zdeněk Rytíř, Petr Hájek, Jiří Zázvozda a další aktivisté, aby zkoncipovali požadavky iniciativy MOST (tzv. dokument č. 5). Požadavky byly čtyři:
1. zajistit naplnění ústavního článku o svobodě shromažďování atd.
2. ustavit komisi pro vyšetření událostí 17.11.,o výsledcích šetření pravdivě informovat veřejnost.
3. zajistit důstojný pohřeb případných obětí policejních represí 17.11...
4. jednoznačně se distancovat od všech forem represivního používání moci a to jak ve vnitřních záležitostech (brutální zásah policejních složek 17.11.), tak ve vztazích mezinárodních - invaze vojsk Varšavské smlouvy do ČSSR r. 1968

Aktivisté využili svých kontaktů na ÚPV a po telefonickém rozhovoru Michala Horáčka s Oskarem Krejčím si domluvili schůzku s premiérem Ladislavem Adamcem od 11:20 do 12:40. Byli přijati v jeho bytě v domě Molochov na Letné. Předseda vlády se vyjádřill, že pokud by na demonstracích bylo 200 - 300 tisíc lidí, spatřoval by naději na změnu. Prohlásil však také, že nyní na politické změny nevěří a že hlavní stranický ideolog Jan Fojtík cenzuruje i jeho projevy.
Během vytváření Občanského fóra měla být iniciativa MOST vtělena do OF, avšak na zásah Michala Horáčka byla vyškrtnuta. Nechtěl, aby propojení MOSTu s OF komplikovalo rozhovory se státní mocí.

#### 20. listopad
20. listopadu 1989 se Michal Horáček a Michael Kocáb setkali s Vasilem Mohoritou, předsedou SSM. Ten souhlasil, že dokumenty MOSTu budou uveřejněny v tisku SSM s výjimkou dokumentu č. 5, který obsahuje distanc od invaze vojsk Varšavské smlouvy do Československa.
Setkali se s ředitelem Prognostického ústavu ČSAV Valtrem Komárkem, který jim doporučil, aby trvali pouze na oficiálních rozhovorech a žádali zveřejnění výsledků jednání.
Také se sešli s Oskarem Krejčím za účelem dojednání dialogu. Ten přislíbil, že se pokusí schůzku zorganizovat, avšak není možné, aby se jí účastnil Václav Havel.

#### 21. listopad
21. listopadu od 7:55 ráno se uskutečnilo jednání mezi premiérem Adamcem a dvěma hlavními představiteli iniciativy MOST. Hlavním tématem byla příprava schůzky premiéra s opozicí. Iniciativa navrhla zřízení zvláštní komise k prošetření zásahu na Národní třídě a navrhla, aby se za Chartu 77 účastnil jednání Václav Havel. To Ladislav Adamec odmítl, avšak byl ochoten přijmout jiného signatáře. Schůzka byla naplánována na 13:00 téhož dne.

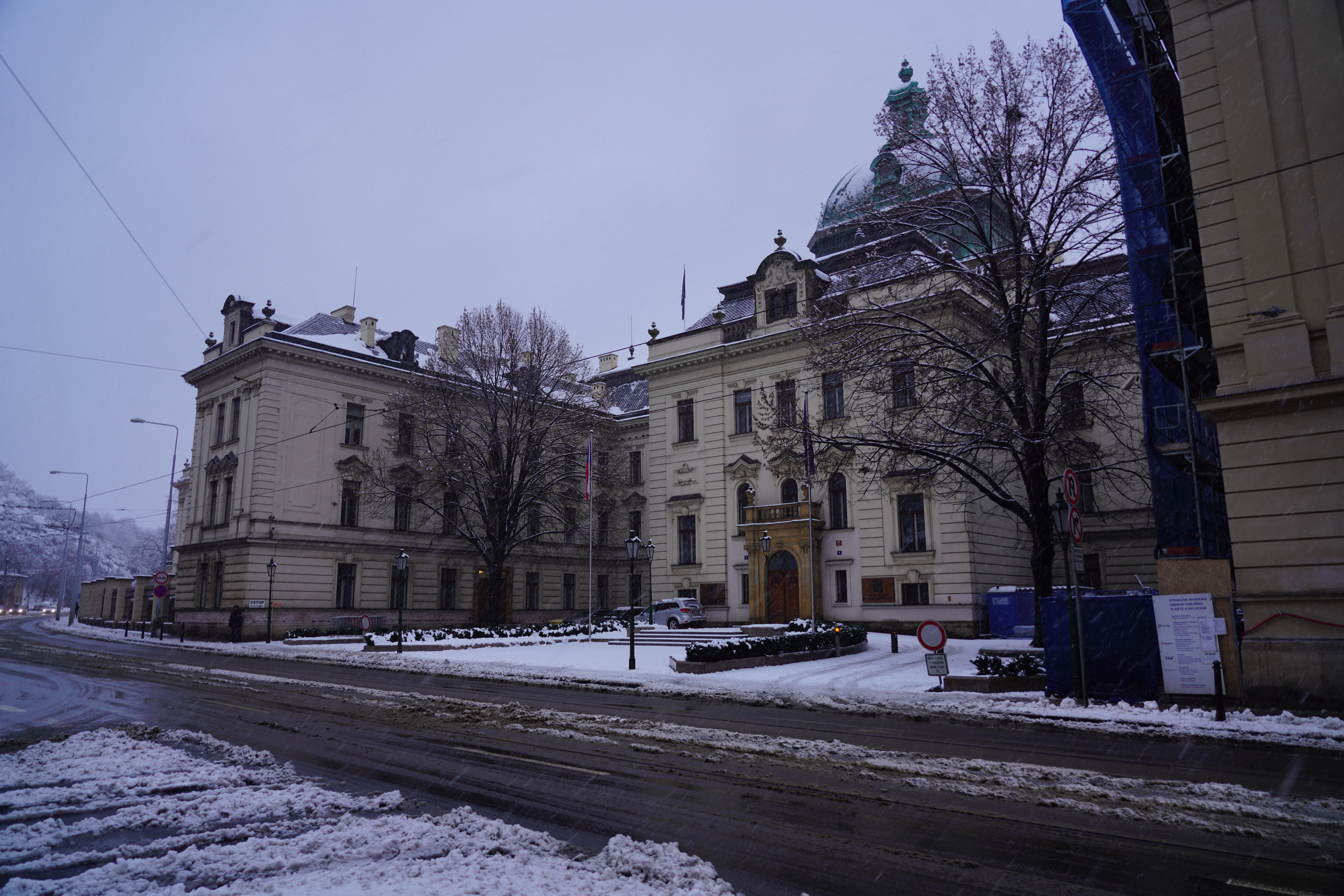
Strakova akademie - sídlo Úřadu federální vlády, kde se sešla opozice s vládními představiteli

První setkání státní moci s opozicí začalo ve 13:00. Václav Havel byl Oskarem Krejčím požádán, aby účast na jednání odvolal a nezkomplikoval tak historickou možnost jednání. Za KSČ byli přítomni
- Ladislav Adamec (předseda federální vlády)
- Oskar Krejčí (poradce L. Adamce)
- Miroslav Pavel (tiskový mluvčí vlády)
- Miroslav Fořt (televizní moderátor)

Za opozici byli přítomni:
- Michal Horáček a Michael Kocáb (iniciativa MOST)
- Jiří Bartoška (herec)
- Martin Ulčák (předseda MV SSM)
- Jiří Prádler (místopředseda MV SSM)
- Milan Hruška (horník)
- Z. Veselý (předseda CZV KSČ na FF UK)
- P. Kupová (předsedkyně fakultního výboru SSM na FF UK)
- Jan Ruml (představitel OF)
- Martin Mejstřík (student)

Ladislav Adamec se zaručil, že nedojde k obsazení vysokých škol ani k jinému mocenskému zásahu. Seznámil přítomné se záměry federální vlády: urychlené přijetí nové ústavy a přehodnocení vedoucí úlohy KSČ.

#### 23. listopad
23. listopadu zástupci iniciativy jednali s Oskarem Krejčím a předali mu list delegovaných na další jednání s představiteli vlády. Také hovořili o Československé lidové armádě a její aktivitě.

#### 25. listopad
25. listopadu se Michal Horáček s Michaelem Kocábem setkali s Oskarem Krejčím, kde se dozvěděli o rezignaci Ladislava Adamce na členství v ÚV KSČ a nabídce jeho demise. Dopoledne také navštívili Václava Havla a nově nabyté informace mu zprostředkovali. Okolo jedenácté hodiny už byli opět na Úřadu federální vlády na další schůzce s Oskarem Krejčím. Ten žádal MOST a OF, aby se veřejně postavili za premiéra Adamce.

#### 26. listopad
26. listopadu v 11:00 začalo druhé jednání vládní moci s Občanským fórem. Vládní delegaci tvořili předseda vlády ČSSR Ladislav Adamec, předseda ČSS a místopředseda FS Bohuslav Kučera, předseda ÚV SSM Vasil Mohorita, předsedkyně Čs. svazu žen Miroslava Němcová, tajemník ÚRO M. Španiel, předseda ÚV ČSTV J. Poledník, ministr vlády ČSSR Marián Čalfa, člen předsednictva ÚV KSČ Vladimír Herman, ústřední tajemník ČSS Jan Škoda, místopředseda Výboru čs. veřejnosti Zbyněk Vokrouhlický, děkan Právnické fakulty UK Josef Mečl, vedoucí poradce předsedy vlády ČSSR Alexej Ozarčuk, poradce předsedy vlády ČSSR Oskar Krejčí a mluvčí vlády ČSSR Miroslav Pavel.
Občanské fórum zastupovali Václav Havel, Zdeněk Jičínský, Milan Hruška, Václav Klaus, Alexandr Vondra, Stanislav Milota, Petr Čepek, Martin Mejstřík, Václav Malý, Eda Kriseová, Vladimír Hanzel, Vladimír Mikule, Michael Kocáb a Michal Horáček.
Václav Havel pozval Ladislava Adamce, aby vystoupil na odpolední manifestaci na Letné. Obě strany se dohodly, že dlouhodobější požadavky, týkající se zejména zákonodárné činnosti FS, budou řešeny na některém z dalších společných setkání.
26. listopadu iniciativa MOST ukončila oficiálně svou činnost. Splnila svou úlohu uskutečnění dialogu státní moci s disentem. I nadále se členové iniciativy angažovali ve veřejném dění.

## Odraz v kultuře
Jednání s premiérem Adamcem bylo zfilmováno v dílu Poslední hurá ze série České století (2014). Michala Horáčka zahrál Jan Lepšík a Michaela Kocába Václav Jiráček. Postavu Oskara Krejčího ztvárnil Oldřich Kaiser a Ladislava Adamce Jiří Lábus.